# 거짓 등가성

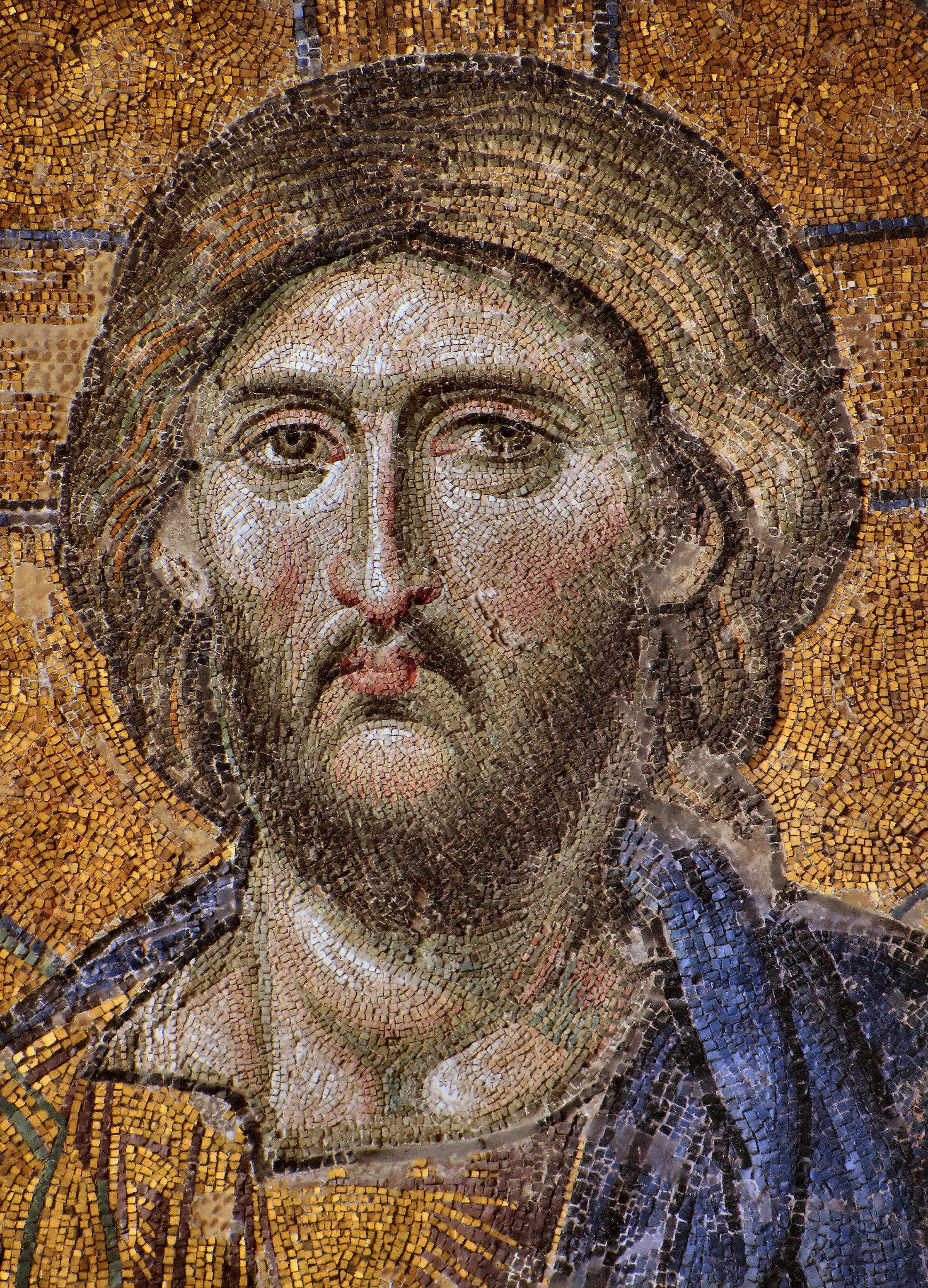
예수
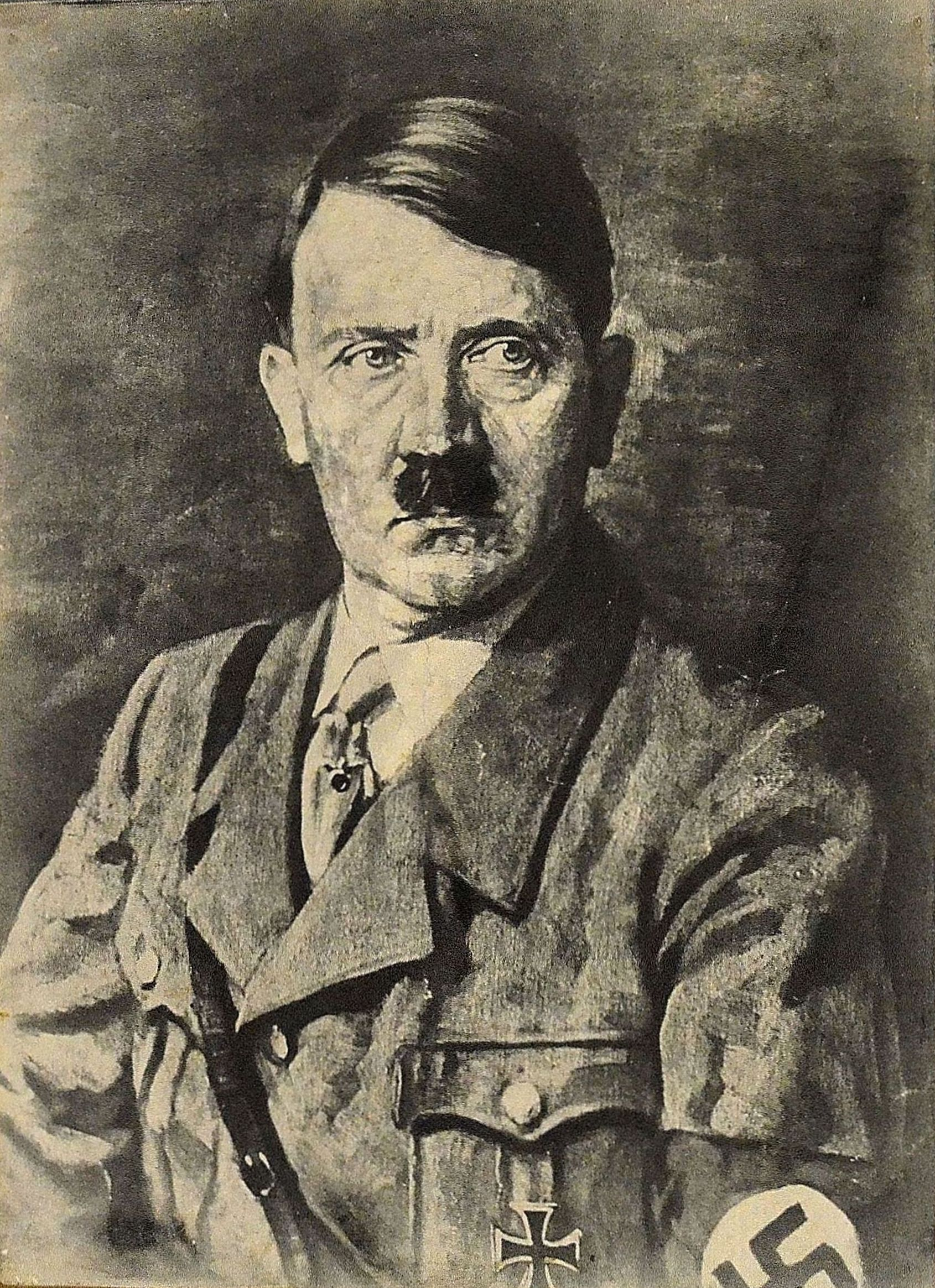
아돌프 히틀러

거짓 등가성(False equivalence) 혹은 거짓 동등성 및 거짓 등가관계는 논리학적 오류의 종류 중 비형식적 오류에 해당되는 오류이며, 어떤 대상과 다른 대상이 단순히 비슷한 점이 있다는 이유만으로 그 둘을 같은 것으로 취급하거나 묶는 것을 말한다. 그러나 실제로는 그렇지 않으며, 더욱 많은 정보를 습득할수록 두 대상의 공통점은 멀어진다. 한국에서는 기계적 중립과 동의어로 사용되곤 하나, 엄밀히 말하자면 거짓 등가성은 조금 다른 의미를 가지고 있는 논리학의 명제이다.
역사학 분야에서도 비슷한 개념을 다른 국가의 것과 비유하여 쉽게 가르칠 수 있지만, 그 개념이 항상 정확히 같지는 않다. 예를 들면, 니토베 이나조의 '기사와 사무라이는 같다'와 같은 전제가 존재한다. 비슷한 것으로, 조공이라는 개념이 서구권에서 조공국이 지배국에게 물건을 바친다는 의미로 사용되고, 동아시아의 외교 방식인 조공과 이름이 같다는 이유만으로 조선이나 류큐, 시암 등을 '속국'이라고 할 수는 없다.

## 특징
거짓 등가성은 지극히 단순화하여 생각하는 것이다. 때문에 동등성에 대한 주장은 정밀 조사의 대상이 되지 않게 된다. 오류의 패턴은 일반적으로 다음과 같다.
A에게 'c', 'd'라는 특성이 있고, B에게 'd'와 'e'라는 특성이 존재한다. 이 때 A와 B에 공유되는 점인 d가 있으므로, A와 B는 같은 것이다.

위 전제의 예시는 다음과 같다.
인간에게는 높은 지능과 사회성이라는 특성이 있다. 그리고 개미에게는 높은 번식력과 사회성이라는 특성이 존재한다. 두 생물에게는 '사회성'이라는 특성이 존재하므로, 인간과 개미는 같은 존재다.

더욱 심각한 경우에는, 단지 비슷해 보이는 것들만을 공유한다는 이유만으로 두 대상을 하나로 취급하는 것이다. 다음은 비슷해 보이는 것들만을 공유한다는 이유만으로 두 대상을 하나로 취급하는 비형식적 오류의 예시이다.
사과와 오렌지는 모두 나무에서 자라나며, 과육 안에는 씨앗이 존재한다. 그렇기에, 사과와 오렌지는 같은 것으로 볼 수 있다.

이 때, 사과와 오렌지를 '같은 것'으로 취급하는 것을 부정하고, 상위 분류에 해당되는 것을 대입하면, 논리는 성립된다. 다음 예문은 영화 《나의 그리스식 웨딩》에 등장하는 대사이다.
오늘 밤, '사과'(신랑)와 '오렌지'(신부)가 있습니다. 우리는 모두 다르지만, 결국에는 우리 모두 과일이지요. 
 Here tonight, we have, an apple and orange. We all different, but in the end, we all fruit.

아이작 아시모프는 거짓 등가성의 해악을 강조했다.
지구가 평평하다는 생각과 지구가 구체라는 생각은 잘못되었다. 왜냐하면, 지구는 완전한 구체라고 할 수는 없으며 적도 쪽 지름이 더 길기 때문이다. 그렇다고 해서 이 둘 모두를 잘못된 생각이라고 여긴다면 그것은 나머지 두 생각을 합한 것 보다 더욱 잘못된 생각이다.

양비론과 양시론은 종종 거짓 등가성과 관련이 생기기도 하는데, 그 중 하나는 두 집단이나 대상의 공통점을 이어붙여, 그 둘 모두에게 동의하거나 부정하는 형태가 존재한다.

## 관련 어휘

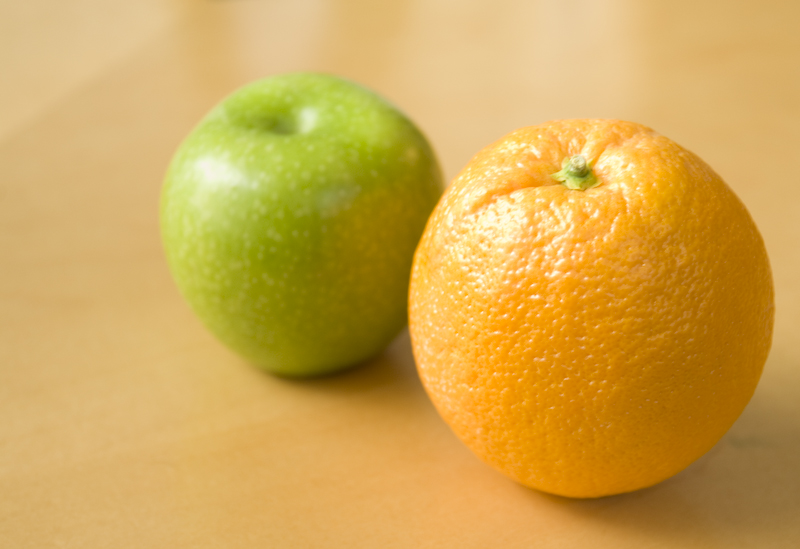
영어의 관용구에는 'Apples and Oranges'라는 관용구가 있는데, 이것은 사과와 오렌지가 똑같이 나무에서 자라나는 과일이고 비슷하게 생겼다고 해서 두 과일을 같은 것으로 취급하지 말라는 뜻으로 거짓 등가성을 나타내는 관용어구에 포함된다.

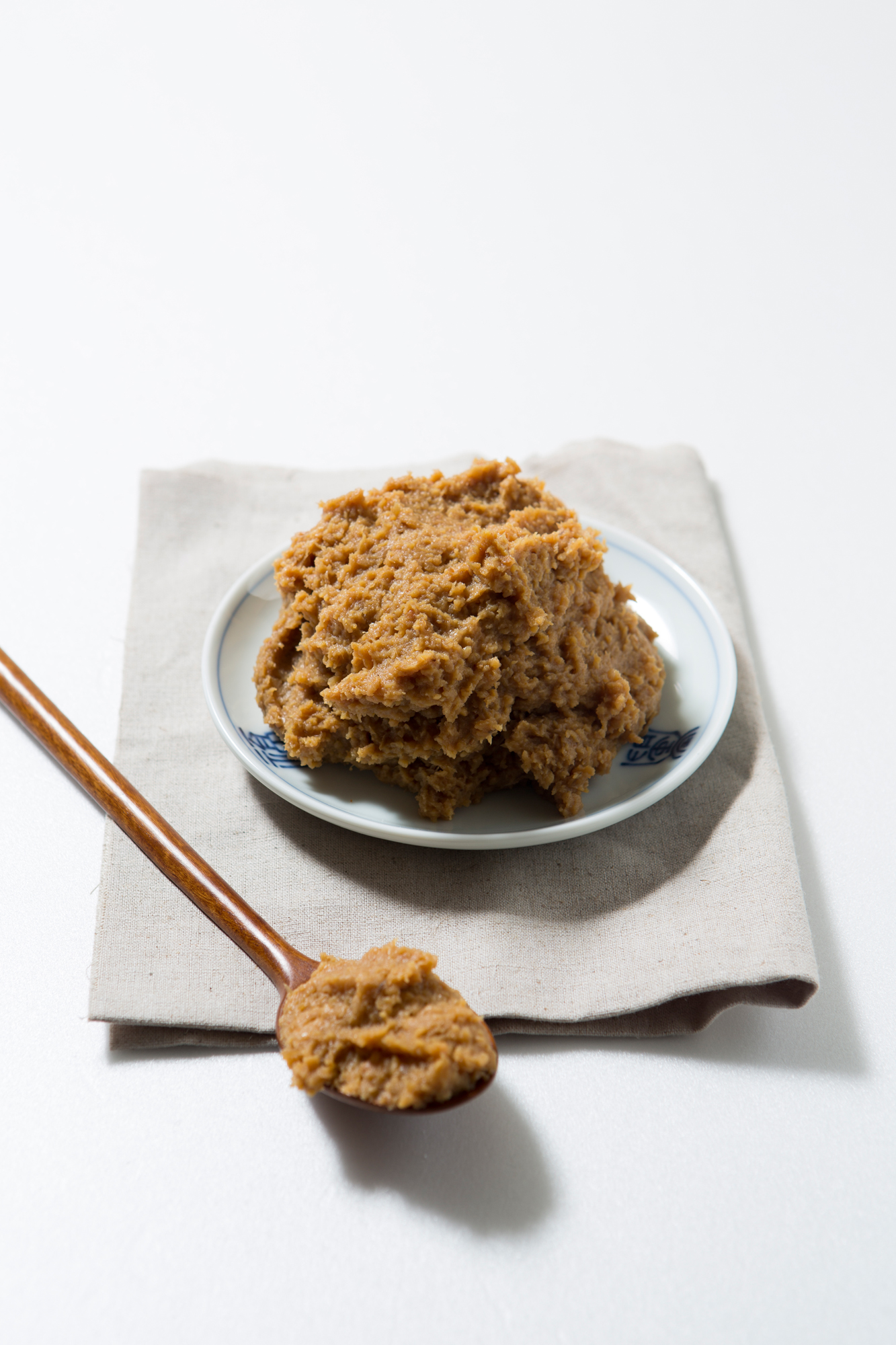
한국어에서 "똥과 된장"은 비슷하게 생겼지만 확실히 다른 두 요소를 구분하기 위해 굳이 먹어봐야 알 수 있다고 표현하며, 어리석음을 비꼬는 데 사용한다.

거짓 등가성과 관련된 관용어구들은 전 세계에 걸쳐 존재한다. 영어에서는 거짓 동등성을 "사과와 오렌지"(apples and oranges)라고 표현하며, 아무리 두 대상이 비슷하게 생겼고 나무에서 자라나는 과일이라고 해도 두 대상을 하나로 볼 수는 없다는 관용구이다. 또한, '비교할 것을 비교해야 한다' 라는 뜻이 내포되어있기도 하다.
많은 유럽 언어에서는 이와 비슷한 뜻을 담은 관용어구가 많다. 독일어에서는 'Äpfel mit Birnen'이 있는데, 이것은 곧 '사과와 배'라는 뜻이다. 용법은 영어의 '사과와 오렌지'와 같다. 포르투갈어에서는 '오렌지와 바나나를 비교하다'(comparar laranjas com bananas)라는 표현이 있다. 러시아어에서는 '따뜻함과 부드러움을 비교하다'(сравнивать тёплое с мягким)라는 표현이 있다.
한국어에서는 '거짓 등가성' 자체를 비판하는 관용어보다는, 그 거짓 등가성을 자신의 철학 없이 받아들이는 것에 대한 비판이 많다. "똥과 된장을 구분 못 하여 찍어먹어봐야 안다", "낫 놓고 기역자도 모른다", "꿩 대신 닭" 등 비슷해보이는 것을 나열하는 속담이 있지만, 거짓 동등성에 부합하기보다는 주로 비슷한 것을 보고도 구별하지 못한다는 것을 무식함을 비유하는 데 쓰이거나 적당한 것이 없을 때는 비슷한 것이라도 대체하여 쓸 수 있다는 표현의 형태가 많다. 그 외에도 '가재는 게 편'이나 '초록은 동색'(풀과 녹색은 같은 색) 등, 오히려 거짓 등가성을 사용한 속담이 존재한다. 이 속담들은 서로 다른 두 존재라도 비슷한 점이 있다면 협력하게 된다는 뜻을 담고 있다. '말 삼은 소 신/소 삼은 말 신'과 같은 속담의 경우는 말과 소에게는 발굽이 있지만 서로가 만든 신발은 맞지 않는다는 뜻이지만, 실제 뜻은 '일이 뒤죽박죽이 되어 못쓰게 되었다'로, 거짓 등가성과는 결이 다르다.

## 예시
'거짓 등가성'은 두 대상의 비슷한 점이 존재한다는 이유만으로 두 대상을 똑같은 것이나 똑같은 처지에 있는 것으로 생각하는 것이므로, 다음과 같은 것들이 해당된다.
- 범고래와 상어는 똑같이 물속에 살고, 다른 물고기를 잡아먹기에, 둘은 같은 분류에 들어갈 것이다.
- 고양이와 재규어, 호랑이, 사자는 모두 같은 고양이과에 포함되므로, 집에서 개인이 기를 수 있다.
- 샤이니와 올 아메리칸 리젝트는 남성 뮤지션 4명이 모인 음악 집단이기에, 아이돌 그룹에 속할 수 있다.
- 니토베 이나조의 무사도에 대한 주장에 따르면, 기사와 사무라이는 주군에게 충성하는 용병과 같은 존재로, 같은 존재라고 볼 수 있다.[13]
- 육식을 금지했던 일본에서, 토끼의 고기는 닭과 비슷한 질감의 고기가 나오니 조류라고 취급하였고, 멧돼지를 '산의 고래' 라고 불러 어류로 묶으며 멧돼지의 고기를 섭취하였다.[14]
- 서양에서 조공을 바치던 나라는 주권국의 식민지였는데, 동아시아의 '조공' 개념은 서양의 조공 개념과 비슷하니 조공에 참여한 나라들은 주권국의 식민지이다.[3][4]
- 일반적인 원자력 발전소의 냉각수 방류와 후쿠시마 제1 원자력 발전소 사고로 생긴 후쿠시마 원전 오염수 방류는 같다.[15][16]
- 2023년 2월 9일, 태안화력발전소 중대재해 항소심 선고에서, "고인의 명복을 빌며 유족에게 위로의 말씀을 전한다"는 첫 문장에 이어 "피고인들도 긴 시간 수사와 재판받느라 고생하셨다"로 표현하여 문제가 되었다. 박다혜 변호사는 이것을 "기업의 안전범죄로 피해자가 목숨을 잃은 것과, 이를 야기한 피고인들이 죄를 덜기 위해 방어권 행사를 하느라 애쓴 것을 나란히 두고 함께 논할 수 있는 막된 언어"로 표현하였다.[17]
- 진화론과 창조론은 공통적으로 생명의 기원을 다루고 있으므로, 두 학설 모두 대등하게 다루어져야 한다.[5]
- 인종차별을 옹호하는 세력과 그에 맞서는 세력이 똑같이 폭력 시위를 저질렀으므로, 양쪽 모두 증오와 편견을 가진 집단이다.[5]

## 부정적 사용
한편 거짓 동질성은 종종 부정적인 방향으로 사용되기도 한다. 주로 두 선동이나 호도에 사용되곤 한다. 거짓 동질성의 부정적 사용은 한 국가에서 다른 국가로 선동하기에 좋기도 하다. 다음은 아일랜드 공화국에서 거짓 동질성을 사용한 사례이다.
- 아일랜드인 노예 낭설에 따르면, 아일랜드인은 미국에서 '하얀 흑인'이라는 별칭으로 불렸기에 흑인과 비슷한 지위에 있었고, 심지어는 더 심한 대우를 받았다.
- 구체적인 유사성이 없음에도 불구하고, 단순히 수많은 사람을 죽이게 하였다는 이유만으로 홀로코스트와 아일랜드 대기근이 같다고 주장한다.
- 한국어와 '제주어'는 다른 국가의 언어이다. 제주도는 제주 4·3 사건 등으로 차별을 받았고, 사멸 위기에 처해 있다. 그러므로 아일랜드의 소수 언어 게일어와 비슷하기에, 제주도의 독립을 위해 운동하여야 한다. ―그러나 '제주어' 라고 부르기에는 한국어와 너무 비슷한 구조를 가지고 있기에, 방언으로 편입하여야 한다고 주장하는 한국 학자들도 많으나, 이미 아일랜드에 의해 하나의 언어로 지정되었기에 그 연구가 어려운 실정이다.―
- 아일랜드는 한국과 국토가 비슷하게 생겼으며, 그에 따라 '영국에 800년 이상 지배 당한 아일랜드와 일본에 800년 이상 지배 당한 한국'이라는 구도로 임나일본부설을 지지한다.

## 같이 보기
- 기계적 중립(양비론·양시론)
- 흑백논리
- 오류의 상대성